# Jeorjos Petropulos
Jeorjos Petropulos (grec. Γεώργιος Πετρόπουλος; ur. 23 maja 1872 w Aegion, zm. 1937) – szermierz i strzelec sportowy reprezentujący Grecję, uczestnik olimpiady letniej 1906 oraz letnich igrzysk olimpijskich w 1912 roku.